# FC Hoverla Ujgorod

Logo-ul anterior

FC Hoverla Ujgorod este un club de fotbal din Ujhorod, Ucraina.

## Istoric denumiri
- 1925 - SC Rusj Užhorod
- 1939 - SC Rusj Ungvár
- 1946 - Spartak
- 1961 - Verkhovyna
- 1971 - Hoverla
- /  1982 - Zakarpattia
- 1997 - Verkhovyna
- 1999 - Zakarpattia
- 2011 - Hoverla-Zakarpattia
- 2012 - Hoverla

## Lotul actual
La 25 iulie 2014.
| Nr. |            | Poziție | Jucător                                     |
| --- | ---------- | ------- | ------------------------------------------- |
| 1   | Ucraina    | P       | Oleksandr Nad (captain)                     |
| 2   | Ucraina    | M       | Oleksiy Polyanskyi (on loan from Shakhtar)  |
| 3   | Brazilia   | F       | Éverson                                     |
| 4   | Ucraina    | F       | Andriy Khomin                               |
| 5   | Togo       | F       | Serge Akakpo                                |
| 6   | România    | M       | Alexandru Tudose                            |
| 7   | Muntenegru | M       | Mirko Raičević                              |
| 8   | Ucraina    | M       | Serhiy Myakushko (on loan from Dynamo Kyiv) |
| 9   | Ucraina    | M       | Oleh Herasymyuk                             |
| 10  | Ucraina    | A       | Maksym Feshchuk                             |
| 11  | Ucraina    | A       | Serhiy Kuznetsov                            |
| 12  | Ucraina    | P       | Myroslav Bon (on loan from Dynamo Kyiv)     |
| 14  | Ucraina    | F       | Taras Kacharaba (on loan from Shakhtar)     |
| 15  | Ucraina    | M       | Dmytro Trukhin                              |
| 16  | Uzbekistan | A       | Maksim Shatskikh                            |

| Nr. |         | Poziție | Jucător                                         |
| --- | ------- | ------- | ----------------------------------------------- |
| 17  | Ucraina | A       | Vyacheslav Panfilov (on loan from Dynamo Kyiv)  |
| 18  | Ucraina | F       | Mykola Vechurko                                 |
| 19  | Ucraina | M       | Mykhaylo Replyuk                                |
| 20  | Letonia | F       | Vitālijs Jagodinskis (on loan from Dynamo Kyiv) |
| 21  | Ucraina | P       | Maksym Koval (on loan from Dynamo Kyiv)         |
| 22  | Ucraina | P       | Dmytro Babenko                                  |
| 23  | Ucraina | F       | Serhiy Lyulka (on loan from Dynamo Kyiv)        |
| 24  | Ucraina | M       | Vitaliy Kaverin (on loan from Dynamo Kyiv)      |
| 25  | Ucraina | A       | Ruslan Stepanyuk                                |
| 26  | Ucraina | M       | Vladyslav Pavlenko                              |
| 27  | Ucraina | M       | Robert Hehedosh                                 |
| 28  | Croația | M       | Ivan Rodić                                      |
| 29  | Ucraina | F       | Illya Hlushytskyi (on loan from Shakhtar)       |
| 31  | România | A       | Lucian Burdujan                                 |

## Antrenori
- Viktor Ryashko (-2001)
- Yuri Kalitvintsev (2001-2002)
- Viktor Ryashko (-2005)
- Volodymyr Vasyutyk (2005-)
- Petro Kushlyk (-  2007)
- Volodymyr Sharan ( 2007 - Apr 2008)
- Volodymyr Vasyutyk ( 2008 - Oct 2008)
- Mykhaylo Ivanytsya (Oct 2008 - Jun 2009)
- Igor Gamula (2009-)

## Jucători notabili
| TCH/HUN - Alexa Bokšay - Sándor Bokotej - / Bertalon Veig - Géza Kalocsay - / József Krizs - Ferenc Kuruc - / Vasyl Radyk - László Fedák - / Károly Oláh - / Cebek Csancsinov | URSS - Yozhef Betsa - Ivan Gereg - János Fábián - Ivan Hetsko - Mykhaylo Koman - György Láver - Fedir Medvid - Mykhaylo Mykhalyna - Viktor Pasulko - Volodymyr Ploskina - Stefan Reshko - Yozhef Sabo - Dezső Tóth - Vasyl Turyanchyk - István Varga - Ernő Juszt | URS - Yevhen Cheberyachko - Maksym Feshchuk - Denys Holaydo - Rustam Khudzhamov - Vasyl Kobin - Mykhaylo Kopolovets - Taras Mykhalyk - Oleksandr Pyschur - Oleksandr Radchenko - Maksim Shatskikh - Valentyn Slyusar - Volodymyr Yezerskiy | Stranieri - Sotiris Balafas - Rubén Marcelo Gómez - Leândro Messias dos Santos - Lasha Jakobia - Damien Le Tallec - Serghei Alexeev - Sendley Sidney Bito - Aleksandar Trišović - Mirko Raičević - Yasuhiro Kato - Răzvan Cociș - Marius Niculae |